# 亚历山大·多夫任科
亚历山大·彼得罗维奇·多夫任科（羅馬化：Oleksandr Petrovych Dovzhenko；1894年—1956年），苏联烏克蘭裔編劇，電影導演，制片人。

## 生平
1894年生于俄罗斯帝国切爾尼戈夫省索斯尼察（今烏克蘭切爾尼戈夫州）。父母都是文盲。19岁高中毕业后在乡村学校教书。俄国革命爆发后，他参加了红军，并加入了共产党。退役后在苏联驻波兰华沙大使馆和德国柏林领事馆担任秘书。1923年回到哈爾科夫，在中央机关报编辑部做插画家。
1926年，他进入敖德萨电影制片厂工作，在第一年完成了自己的第一部电影剧本《改革者瓦夏》，并独立执导了滑稽喜剧短片《爱情的结晶》。1928年至1930年，他导演了《兹维尼戈尔》、《兵工厂》和《土地》三部黑白无声电影，后来被称为“杜甫仁科三部曲”。他指导的影片侧重感情的深沉和巧妙的象征性，富含诗意。
杜甫仁科的电影《伊万》被指宣扬法西斯主义和泛神论。由于害怕被捕，杜甫仁科亲自向斯大林求情。不過斯大林並沒有將其逮捕。
苏德战争爆发后，他还创作了反映乌克兰人民反抗法西斯斗争的作品。它们因犯了“乌克兰民族主义”和“攻击党的各项政策”的错误，没有获得斯大林的审核通过。1943年，苏联红军总政治部主任亚历山大·谢尔盖耶维奇·谢尔巴科夫在斯大林面前将杜甫仁科的电影文学剧本《烈火中的乌克兰》贬为“极端民族主义的作品”，还说作品中所有的苏联基本理论都受到了批评，极力煽动斯大林的怒火。斯大林后来当面怒斥杜甫仁科，从此杜甫仁科受到斯大林冷遇，被排除在各类官方组织之外。直到斯大林于1953年去世，一直对杜甫仁科赞赏有加的赫鲁晓夫上台后才恢复了他应有的地位。
1939年他被授予“乌克兰苏维埃社会主义共和国功勋艺术家”称号。1950年又获得被授予“俄罗斯苏维埃联邦社会主义共和国人民艺术家”称号。电影《肖尔斯》获得了1941年的斯大林一等奖，电影《米丘林》获得了1949年斯大林二等奖。1959年，《海之歌》的剧本获列宁奖。
晚年在莫斯科电影学院授课，1956年11月25日因心肌梗死去世。

## 作品

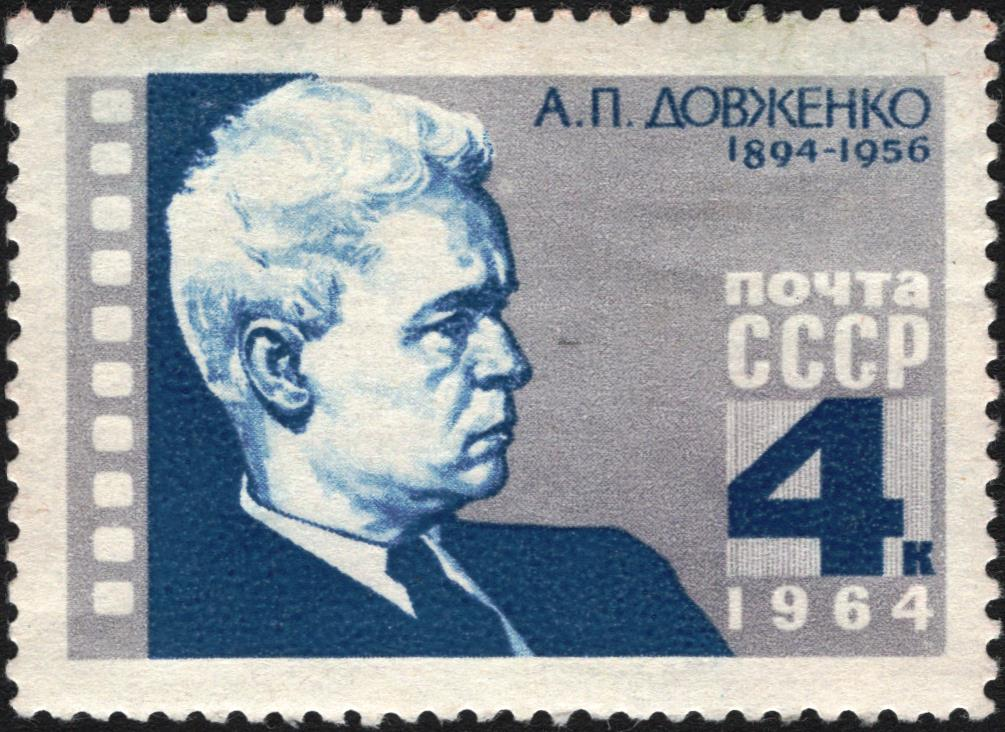
1964年邮票

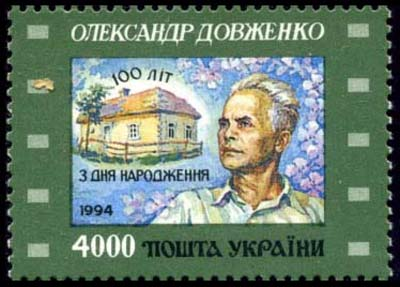
1996年邮票

导演作品
- 《兵工厂》（1929年）
- 《土地》（1930年）
- 《航空城》（1935年）
- 《肖尔斯》（1939年）
- 《米丘林》（1948年）

编剧作品
- 《南极洲的发现》（1952年）
- 《海之歌》（1959年）
- 《烽火年代的故事》（1960年）
- 《迷人的捷斯纳河》（1965年）